# ولسوالی خوگیانی (غزنی)
ولسوالی خوگیانی یا ولسوالی ولی محمد شهید خوگیانی یکی از ۱۹ ولسوالی ولایت غزنی، به مرکزیت شهر خوگیانی در جنوب خاوری افغانستان است. این ولسوالی در سال ۲۰۰۵ (میلادی) از ولسوالی پهناور جغتو جدا گردید.
درآمد ولسوالی کشاورزی است که در سالهایی به سختی از خشک‌سالی تأثیر پذیرفته است. بهداشت و آموزش در آن به بهبود فراوانی نیاز دارد. جاده‌های ولسوالی باریک ولی در چگونگی خوبی بسر می‌برند. ولسوالی غزنی این ولسوالی را از باختر دربرگرفته و ولسوالی‌های واغز و جغتو نیز به ترتیب در جنوب و باختر آن قرار دارند. شمال آن با ولسوالی رشیدان و شمال خاوری آن با ولسوالی خواجه‌عمری همسایه است.